# 貝克曼港
貝克曼港（英語：Beckmann Fjord），是南極洲的海港，位於南喬治亞島，處於別林斯高晉角以東的島嶼灣東部，由美國的鳥類學家繪入地圖，現時由英國海外領土管轄。